# Natatolana thalme
Natatolana thalme är en kräftdjursart som beskrevs av Bruce1986. Natatolana thalme ingår i släktet Natatolana och familjen Cirolanidae. Inga underarter finns listade i Catalogue of Life.